# 色誠
色誠，（？—？），清朝官員，蒙古正白旗人。雍正二年（1724年）甲辰科進士。

## 任職履歷
- 雍正二年（1724年），進士。
- 雍正七年六月十七日（1729年7月12日），由左贊善任四川省鄉試副考官。